# ヨハネスブルグ日本人学校
座標: 南緯26度9分1.1秒 東経28度0分0.9秒 / 南緯26.150306度 東経28.000250度
ヨハネスブルグ日本人学校（ヨハネスブルグにほんじんがっこう、The Japanese School of Johannesburg、JSJ）は、南アフリカのヨハネスブルグにある、日本人学校。小学部と中学部を有する、南アフリカ日本人会の運営する学校である。南アフリカでは私立学校として登録されている。また、南アフリカ国内唯一の日本人学校でもある。
2008年（平成20年）3月現在、小学部に38名、中学部に10名が在籍し、文部科学省派遣教員10名と現地採用スタッフ6名により支えられている。

## 沿革
1966年（昭和41年）8月31日に開校し、世界の日本人学校の中でも長い歴史を持つ全日制日本人学校である。1973年に現在地であるグリーンサイド地区に移った。
1975年（昭和50年）に日本の在外教育施設として認定を受け、日本の義務教育である小・中学校と同等な教育課程を有している。
1983年（昭和58年）に赤レンガでできた新校舎（2階建て）となった。

## 安全対策
南アフリカでは、日本では想定されないような事件・事故が発生するため、児童・生徒の安全対策が随所に見られる。ハード面の対策としては、電流の流れるフェンスを校地に巡らせ、校舎にはバーグラバー（鉄格子）を設置、児童・生徒はスクールバスによる通学にする、といったことが挙げられる。ソフト面では、警備員の24時間配備、避難訓練の年5回実施、バスジャック対策・不審者侵入時対策・学校周辺での暴動発生時の対策などが行われている。